# Daniel Henney

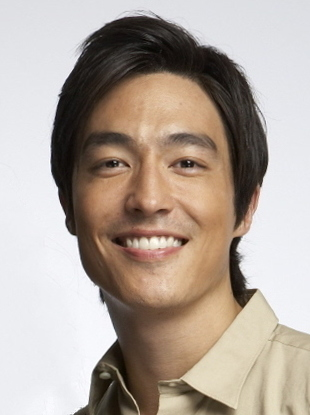
Daniel Henney (2008)

Daniel Henney (* 28. November 1979 in Carson City, Michigan) ist ein US-amerikanischer Schauspieler.

## Karriere
Henney trat erstmals 2005 als Filmschauspieler auf, damals unter anderem für die Fernsehserie Nae ireumeun Kim Sam-soon. Nach einigen weiteren koreanischen Produktionen erhielt er die Rolle des Agent Zero in X-Men Origins: Wolverine, der 2009 in den Kinos erschien. Von 2009 bis 2010 trat er regelmäßig in der Fernsehserie Three Rivers Medical Center auf, welche jedoch nach einer Staffel wieder eingestellt wurde.
Von 2016 bis 2017 spielte er die Rolle des Agent Matt Simmons in der Serie Criminal Minds: Beyond Borders, einem Spin-off von Criminal Minds. In der Stammserie trat er erstmals in einer Episode der zehnten Staffel als Gaststar auf. Nach dem Ende von Criminal Minds: Beyond Borders wechselte er mit Beginn der 13. Staffel zur Stammserie, wo er in derselben Rolle eine Hauptrolle übernahm.

## Filmografie (Auswahl)
- 2005: Nae ireumeun Kim Sam-soon (Fernsehserie)
- 2005: Annyeong, Peurancheseuka (Fernsehserie)
- 2006: Spring Waltz (Bomui walcheu, Fernsehserie)
- 2006: Miseuteo robin ggosigi
- 2007: Ma-i pa-deo
- 2009: X-Men Origins: Wolverine
- 2010: The Fugitive Plan B (Fernsehserie)
- 2009–2010: Three Rivers Medical Center (Three Rivers, Fernsehserie, 13 Folgen)
- 2012: Shanghai Calling
- 2012–2013: Hawaii Five-0 (Fernsehserie, 3 Folgen)
- 2013: The Last Stand
- 2014: Revolution (Fernsehserie, 3 Folgen)
- 2014: Navy CIS: L.A. (Fernsehserie, Folge 5x21)
- 2014: Baymax – Riesiges Robowabohu (Big Hero 6, Stimme von Tadashi Hamada)
- 2015, 2017–2020: Criminal Minds (Fernsehserie, 49 Folgen)
- 2016–2017: Criminal Minds: Beyond Borders (Fernsehserie, 26 Folgen)
- 2017–2019: Baymax – Robowabohu in Serie (Big Hero 6: The Series, Fernsehserie, 6 Folgen, Stimme von Tadashi)
- 2021–2025: Das Rad der Zeit (The Wheel of Time, Fernsehserie)
- 2023: Missing